# NGC 902
NGC 902 este o galaxie spirală situată în constelația Balena. A fost descoperită în 28 noiembrie 1885 de către Francis Leavenworth.